# Élincourt-Sainte-Marguerite
Élincourt-Sainte-Marguerite – miejscowość i gmina we Francji, w regionie Hauts-de-France, w departamencie Oise.
Według danych na rok 1990 gminę zamieszkiwało 681 osób, a gęstość zaludnienia wynosiła 62 osoby/km² (wśród 2293 gmin Pikardii Élincourt-Sainte-Marguerite plasuje się na 416. miejscu pod względem liczby ludności, natomiast pod względem powierzchni na miejscu 387.).